# چوبان‌اورن (مرزیفون)
چوبان‌اورن (به ترکی استانبولی: Çobanören) یک منطقهٔ مسکونی در ترکیه است که در مرزیفون واقع شده‌است.